# Cuadro de mando

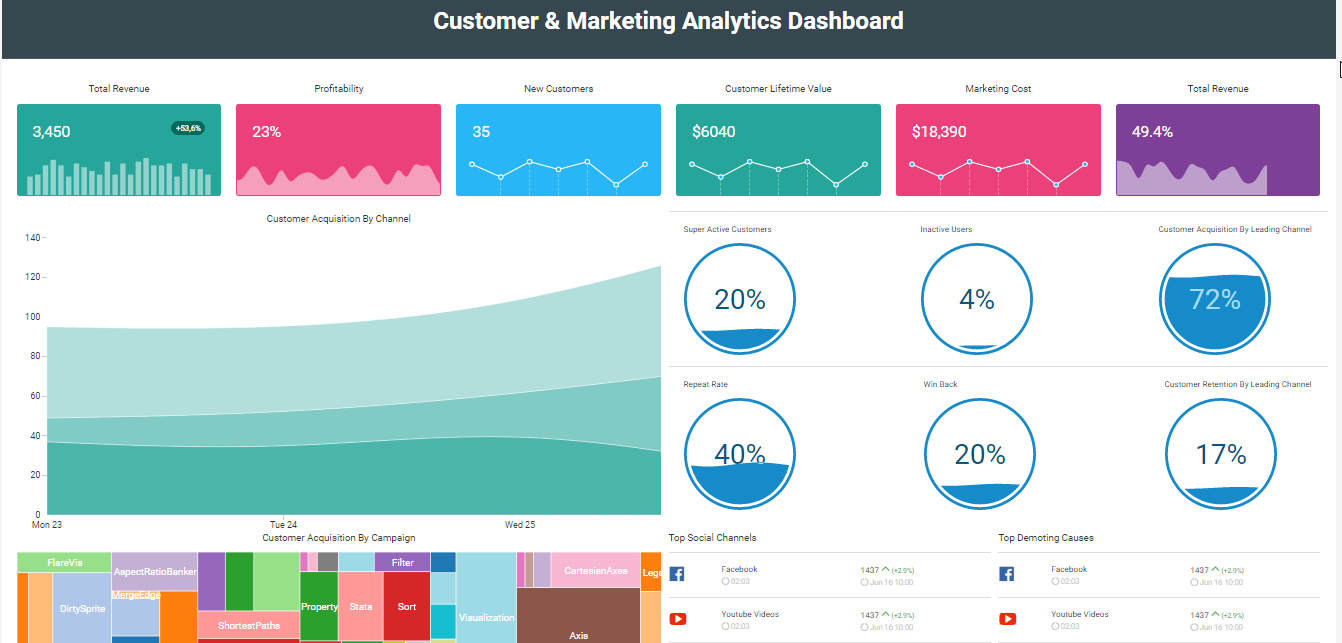
Pantalla principal o tablero de mandos empleado en marketing.

En los sistemas de información informática, un cuadro de mando o dashboard es un tipo de interfaz gráfica de usuario que a menudo proporciona vistas rápidas de datos relevantes para un objetivo o proceso particular mediante una combinación de visualizaciones e información resumida. En otro uso, "dashboard" es otro nombre para "informe de progreso" o "reporte" y se considera una forma de visualización de datos.
El dashboard suele ser accesible mediante un navegador web y generalmente está vinculado a fuentes de datos que se actualizan regularmente. Los dashboards suelen ser interactivos y facilitan que los usuarios exploren los datos por sí mismos.
Los dashboards más conocidos incluyen los de Google Analytics, utilizados en el 55% de todos los sitios web, que muestran la actividad en un sitio web, como visitas, páginas de entrada, tasa de rebote y fuentes de tráfico.
La pandemia de COVID-19 de 2020 trajo otros dashboards al primer plano, con el rastreador de coronavirus de Johns Hopkins y el rastreador de coronavirus del gobierno del Reino Unido siendo buenos ejemplos. En los Estados Unidos, los gobiernos de los 50 estados y los Centros para el Control y la Prevención de Enfermedades utilizaron dashboards en sus sitios web para comunicar información sobre COVID-19 al público.
El término dashboard se origina del  tablero de instrumentos del automóvil, donde los conductores monitorean las funciones principales de un vistazo a través del panel de instrumentos.

## Tipos de indicadores
La gestión de las empresas requiere un sistema de indicadores (en inglés KPIs o Key Performance Indicators) que nos faciliten la toma de decisiones y el control. Se requiere un sistema completo de análisis.
Existe infinidad de posibles indicadores que podemos utilizar. Algunos ratios o indicadores son de uso muy general. Los más habituales son, por ejemplo:
- indicadores económico-financieros: Margen, Retorno de la inversión, Rentabilidad, Días de Cuentas por cobrar (DCC) y por Pagar (DCP)...
- indicadores comerciales: Indicadores de ventas...
- indicadores marketing: Cuota de mercado...
- indicadores de compras: Diagrama de Pareto de los proveedores (calculado según el Principio de Pareto)...
- indicadores de producción: Defectos por oportunidad por millón de unidades (DPMO), Eficiencia General de los Equipos (OEE).
- indicadores de la logística: Rotación del inventario, Tasa de capacidad de transporte utilizada, Tasa de rupturas de stock...
- indicadores de calidad: Tasa de servicio...
- indicadores de recursos humanos: Crecimiento de la nómina, Accidentalidad laboral (índice de frecuencia, índice de gravedad)...
- indicadores de informática y mantenimiento: Tiempo Medio Entre Fallas (TMEF – MTBF).

Otros indicadores deberán ser elaborados expresamente para analizar una empresa concreta.
El sistema de indicadores debe organizarse en un cuadro de mando. El cuadro de mando recoge los principales indicadores y los presenta de un modo claro y útil. El cuadro de mando es un sistema que nos informa de la evolución de los parámetros fundamentales del negocio.
Los cuadros de mando han de presentar solo aquella información que sea imprescindible, de una forma sencilla y por supuesto, sinóptica y resumida.